# Gai Saufeu
Gai Saufeu (en llatí Caius Saufeius) va ser un magistrat romà dels segles II i I aC.
Era qüestor l'any 100 aC i era un dels més importants partidaris del tribú de la plebs Luci Appuleu Saturní. Quan Saturní i Gai Servili Glàucia van decidir matar Gai Memmi, que estava a punt de ser elegit cònsol, el senat es va revoltar i els aristòcrates es van decidir a agafar el poder. El senat els va declarar fora la llei i va ordenar als consols sortints la seva detenció. Glàucia, Saturní i Saufeu es van refugiar al Capitoli i els partidaris del senat van tallar el subministrament d'aigua. Gai Mari no els va poder ajudar, i els assetjats finalment es van rendir a Mari que per la seva seguretat els va tancar a la Cúria Hostília, però la gent del poble mobilitzada pel senat hi va entrar i els va matar.